# دومنیکو آگوستا
کنت دومنیکو آگوستا (پالرمو، ۲۸ فوریه ۱۹۰۷ - میلان، ۲ فوریه ۱۹۷۱) یک کارآفرین ایتالیایی بود. او مدیریت شرکت هوانوردی آگوستا را پس از مرگ پدرش در سال ۱۹۲۷ بر عهده گرفت و شرکت موتورسیکلت سازی ام‌وی آگوستاا را در سال ۱۹۴۵ تأسیس کرد.

## کتابشناسی - فهرست کتب
- Falloon, Ian (2011). The Book of the Classic MV Agusta Fours (به انگلیسی). Veloce Publishing Ltd. ISBN 9781845842031.
- Frank, Aaron P. (2003). Honda Motorcycles (به انگلیسی). MotorBooks International. ISBN 9781610609586.
- McGowen, Stanley S. (2005). Helicopters: An Illustrated History of Their Impact (به انگلیسی). ABC-CLIO. ISBN 9781851094684.
- Walker, Mick (1998). Mick Walker's Italian Racing Motorcycles (به انگلیسی). Redline Books. ISBN 9780953131112.
- Dizionario biografico enciclopedico di un secolo del calcio italiano (به ایتالیایی). Baldini & Castoldi. 2000. ISBN 9788880898627.